# Kingston Canadians
Die Kingston Canadians waren eine kanadische Eishockeymannschaft aus Kingston, Ontario. Das Team spielte von 1980 bis 1988 in einer der drei höchsten kanadischen Junioren-Eishockeyligen, der Ontario Hockey League (OHL).

## Geschichte
Die Kingston Canadians wurden 1973 als Franchise der Ontario Hockey Association gegründet, nachdem Canadien junior de Montréal ein Jahr zuvor in die QMJHL übertrat. Daraufhin drohte die QMJHL der OHA mit einem Rechtsstreit, damit der Ligenwechsel nicht wieder rückgängig gemacht werden würde. Als Problemlösung erhielt Canadien junior de Montréal eine Einjahres-Suspendierung für die OHA. In dieser Zeit wechselte das Franchise der Mannschaft aus Montréal ihren Namen in Bleu-Blanc-Rouge de Montréal.
Das durch diesen Ligenwechsel freigewordene Franchise wurde von der OHA als Kingston Canadians nach 1973 reaktiviert und erhielt einen neuen Besitzer. Vom vorherigen Team der Canadien junior de Montréal wurden nur der Namensbestandteil "Canadians", sowie Logo und Trikotfarben entliehen, rechtlich wie sportlich gab es jedoch keine Verbindung mehr zwischen beiden Franchises. Im Jahr 1980, als die Ontario Hockey League gegründet wurde, wurden auch die Kingston Canadians in die neue Liga aufgenommen.
Die Canadians waren auf sportlicher Ebene nur mäßig erfolgreich, so dass ihr größter Erfolg in der OHL das Erreichen des Playoff-Viertelfinals war. Nach einer Serie von 28 Niederlagen in Folge in der Saison 1987/88 und nur 14 Siegen aus 66 Spielen (28 Pkt.) wurde das Franchise im Sommer 1988 verkauft und in Kingston Raiders umbenannt.

## Ehemalige Spieler
Folgende Spieler, die für die Kingston Canadians aktiv waren, spielten im Laufe ihrer Karriere in der National Hockey League:
| - Perry Anderson - Scott Arniel - Roger Belanger - Neil Belland - Phil Bourque - Gord Buynak - Jeff Chychrun - Chris Clifford - Paul Coffey - Mike Crombeen - Peter Dineen - Brian Dobbin - Peter Driscoll | - Richie Dunn - Todd Elik - Bryan Fogarty - Mike Forbes - Alex Forsyth - Mike Gillis - Ron Handy - Greg Holst - Greg Hotham - Scott Howson - Tim Kerr - Marc Laforge - Ken Linseman | - Darren Lowe - Tom McCarthy - Tony McKegney - Scott Metcalfe - Mike Moffat - Kirk Muller - Craig Muni - Bernie Nicholls - Mike O’Connell - Scott Pearson - Rob Plumb - Walt Poddubny - Paul Pooley | - Herb Raglan - Moe Robinson - Howard Scruton - Steve Seftel - Steve Seguin - Mike Siltala - Dennis Smith - Mike Stothers - Mark Suzor - Jay Wells - Behn Wilson - Rik Wilson |

## Team-Rekorde

### Karriererekorde
Spiele: 257  Bob Parent
Tore: 160  Mike Crombeen
Assists: 230  Tony McKegney
Punkte: 382   Tony McKegney
Strafminuten: 686  Marc Laforge